# Conferencia de Spa (mayo de 1918)
La conferencia de Spa del 12 de mayo de 1918 fue una reunión entre los representantes del Imperio alemán y los de su aliada Austria-Hungría, convocada por Carlos I, que deseaba que su país abandonase la Primera Guerra Mundial. Al término de una conferencia durante la cual el emperador alemán Guillermo II humilló reiteradamente a Carlos, los mandatarios austrohúngaros tuvieron que aceptar la tutela del Reich a la política interior y exterior del imperio. Esta tutela, camuflada tras una supuesta igualdad entre los dos imperios, afectó a la política, la economía y los asuntos bélicos: Austria-Hungría permaneció coligada con el Reich. Al servicio de un imperio sometido a un estricto control alemán, los negociadores austrohúngaros trataron de modificar los términos pactados en mayo durante las negociaciones posteriores destinadas a aplicarlos. Los Aliados, que tuvieron pronto noticia de los resultados de la reunión, modificaron su actitud respecto a Austria-Hungría y comenzaron a sostener activamente a los comités nacionales de las minorías culturales del Imperio austrohúngaro.

## Participantes

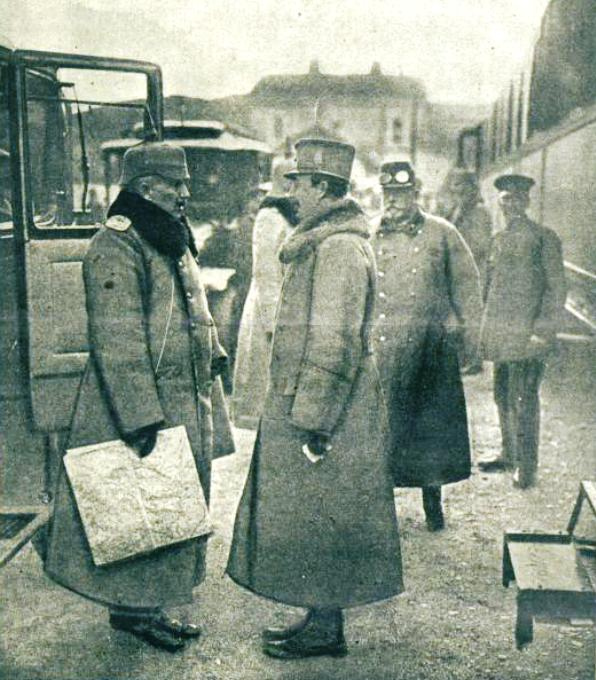
Reunión entre Guillermo II y Carlos I en 1918.

Las delegaciones de los dos imperios, encabezadas por sus respectivos monarcas, Guillermo II y Carlos I, se reunieron en Spa, sede del OHL —el mando supremo del Ejército alemán— el 12 de mayo de 1918. Los dos soberanos se vieron en esta ocasión en un clima de desconfianza mutua: el Hohenzollern deseaba someter al Habsburgo a una «humillación de Canossa» y obtener su sometimiento.

### Representantes alemanes
A esta conferencia acudió una delegación alemana importante, con el objetivo de hacer ceder a los dos principales representantes austrohúngaros. Participaban en ella el emperador Guillermo II, su canciller Georg von Hertling, el secretario de Estado Richard von Kühlmann, Siegfried von Rödern, ministro de Finanzas del Reich, y los jefes militares Paul von Hindenburg y Erich Ludendorff.

### Representantes austrohúngaros
Al emperador Carlos I le acompañaban su nuevo ministro de Asuntos Exteriores, Esteban Burián y sus más estrechos consejeros. La delegación quedó en clara inferioridad frente a la alemana, que había preparado minuciosamente la reunión.

## Situación

### Agotamiento austrohúngaro
A principios de 1918, Austria-Hungría, agotada, estaba cansada de la contienda y deseaba abandonarla, deseo compartido tanto por los mandatarios como por la población en general. Efectivamente, la escasez de alimentos aquejaba al conjunto de la población austríaca y las dificultades de abastecimiento crecieron según avanzaba el conflicto. Viena afrontaba en la primavera de 1918 una situación de cuasi hambruna, que afectaba palpablemente a los infantes de la ciudad. En enero de 1918, justo antes de las grandes huelgas, la ración diaria de pan se había reducido de doscientos a ciento sesenta y cinco gramos. El ejército tampoco se libró de las restricciones: a comienzos de año, el peso medio de los soldados del frente rara vez sobrepasaba los cincuenta kilogramos. En consecuencia, los responsables del abastecimiento tuvieron que emplear medidas extremas, como el desvío de los convoyes de alimentos destinados a la población alemana que transitaban la redes ferroviaria y fluvial del imperio.
Como consecuencia de estas penurias, se acrecentaron las aspiraciones de paz, reforzadas tras la Revolución de Octubre en Rusia. Así, en enero de 1918, se desató una ola de huelgas sin precedentes cuyo carácter revolucionario asustó a los mandatarios, pero también a los socialdemócratas, abrumados por la amplitud del movimiento y las reivindicaciones de los huelguistas.
Finalmente, el Ejército, debilitado por las privaciones, sufrió una paulatina desorganización: las deserciones y los motines se multiplicaron, así como las negativas de los soldados a acudir al frente. A principios de año, doscientos cincuenta mil desertores recorrían el imperio, mientras que los soldados repatriados de los campos de prisioneros de Rusia en virtud de los acuerdos de paz de Brest-Litovsk, rehuían ser enviados de nuevo al frente.

### El escándalo de Sixto de Borbón

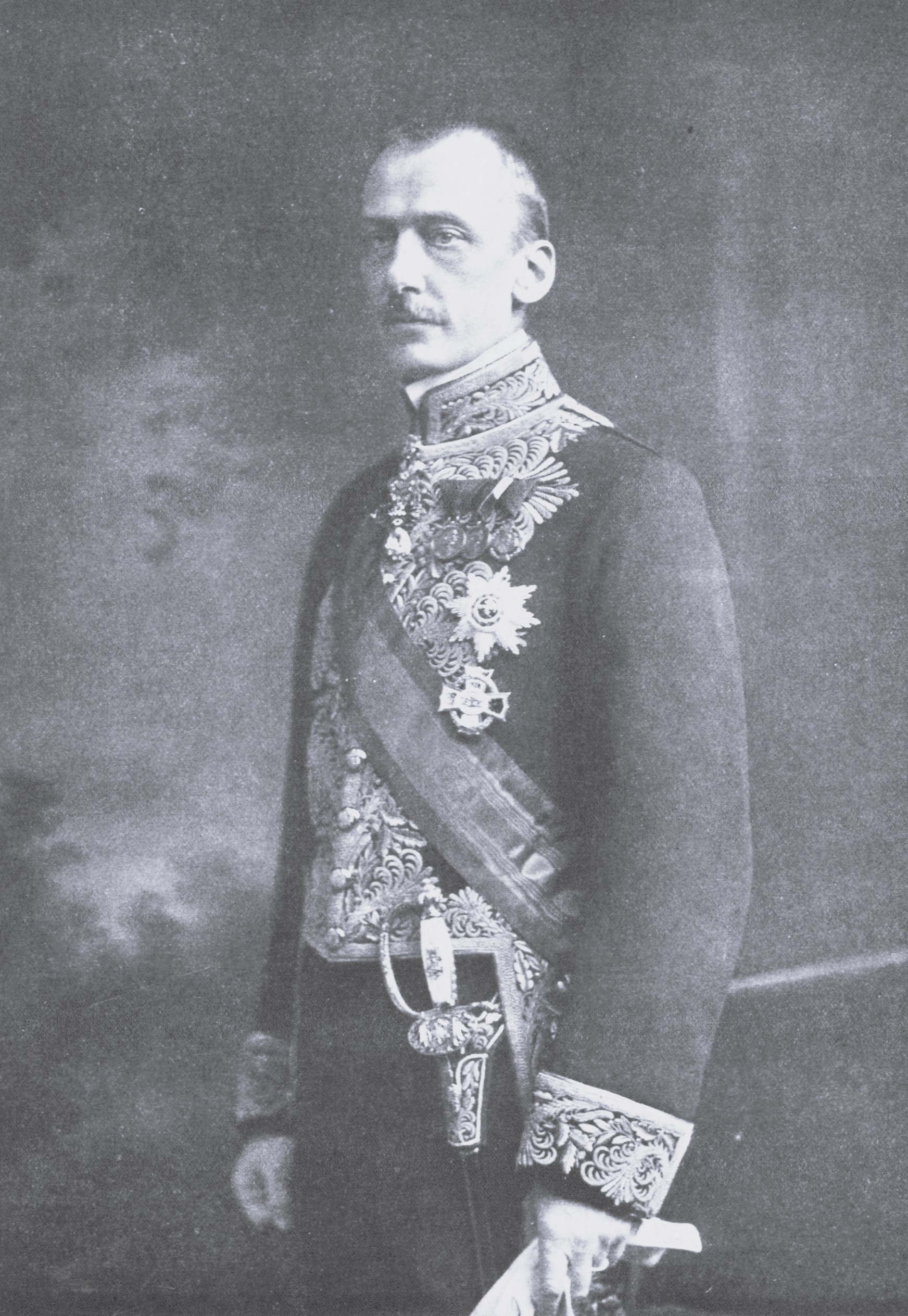
Ottokar Czernin en 1918. Ministro austrohúngaro de Asuntos Exteriores, tuvo un papel crucial en la divulgación de las negociaciones entre el imperio y los Aliados.

Deseando poner término al conflicto, los responsables austrohúngaros redoblaron los intentos de negociar con el enemigo tras la entronización de Carlos I a finales de 1916. No obstante, las declaraciones del ministro austro-húngaro de los Asuntos Exteriores, Ottokar von Czernin, los frustraron. Durante la sesión del ayuntamiento de Viena, la capital austríaca, del 2 de abril de 1918, el ministro hizo de la continuación de la guerra la prenda de la fidelidad del imperio a la alianza con el Reich y reveló las discusiones secretas con Francia de la primavera 1917.
Al término de varios complicados contactos que se alargaron unos diez días, Georges Clemenceau hizo pública en la prensa francesa la carta autógrafa que en 1917 Carlos había enviado a Sixto Fernando de Borbón-Parma. Esta publicación del 12 de abril de 1918, obligó al emperador a dirigir una misiva a Guillermo II ese mismo día en la que le aseguraba la fidelidad de la monarquía danubiana a la liga entre las dos naciones.
Además, la publicación de la carta impelió a los archiduques, sus primos, a desautorizarlo públicamente; este gesto, añadido a la presión de los alemanes tanto de Austria como del Reich, hicieron temer a Carlos que le fuesen a obligar a abdicar. El alboroto causado por la noticia debilitó notablemente al emperador: una parte del ejército se sintió traicionado por la actividad diplomática secreta del soberano al tiempo que parte de la opinión pública alemana, animada por la prensa germanófona financiada por el Reich, se cuestionó el lugar que ocupaban los alemanes de Austria en el seno del imperio.

### Paces victoriosas en el este

En azul, Rumanía según las fronteras estipuladas en el Tratado de Bucarest de mayo de 1918: el Imperio austrohúngaro obtuvo ciertas franjas fronterizas (en rosa oscuro); Bulgaria, por su parte, recibió la Dobruya meridional (en verde).

Desde el estallido de la revolución rusa, el frente oriental dejó de constituir una preocupación para los Imperios Centrales. Efectivamente, el ejército ruso, sometido a la propaganda pacifista de los imperios, sufrió una gran merma de soldados, que desertaron. El Gobierno provisional ruso fue incapaz de enfrentarse eficazmente al enemigo a partir del verano de 1917. La toma del poder por los bolcheviques en noviembre desbarató definitivamente todo nuevo proyecto ofensivo. Además, el nuevo Gobierno encabezado por Lenin buscó enseguida negociar con los imperios el restablecimiento de la paz. El 15 de diciembre, firmó un armisticio de dos mes con el enemigo. El 15 de febrero, fecha en la que caducaba la tregua, las delegaciones alemana y rusa, reunidas a Brest-Litovsk desde el comienzo del mes de diciembre anterior, no habían pactado aún un acuerdo de paz definitivo. En consecuencia, las unidades alemanas y austrohúngaras reanudaron las operaciones militares, calificadas por Max Hoffmann de «paseo en tren y en automóvil», dada la nula resistencia rusa al avance. El 3 de marzo, los bolcheviques aceptaron finalmente las condiciones de paz dictadas por los representantes de los Imperios Centrales; el avance alemán amenazaba directamente al nuevo poder bolchevique.
Tras la firma de la paz entre Rusia y el Reich, los imperios obligaron a Rumanía a aceptar también una paz impuesta. El reino de Bucarest hubo de ceder porciones de su territorio, en beneficio del Imperio austrohúngaro y Bulgaria; estas cesiones territoriales, acordadas y verificadas en las primeras negociaciones, quedaron luego plasmadas en el Tratado de Bucarest del 7 de mayo de 1918.

## Ambiciones alemanas, reservas austrohúngaras
Después de la revelación de los intentos de diplomacia paralela del emperador Carlos, el Gobierno del Reich, apoyado por el káiser Guillermo II, trató de obtener las máximas concesiones políticas y económicas de los austrohúngaros, exhaustos por los cerca de cuatro años de contienda.

### El Reich con ventaja
Los diplomáticos alemanes prepararon cuidadosamente la conferencia de Spa, conscientes de los medios de que disponía el Reich frente a su aliado. Efectivamente, los negociadores alemanes explotaron a fondo la torpe diplomacia del emperador Carlos. Los alemanes publicaron las últimas comunicaciones que obraban en sus manos entre el emperador de Austria y los primos de la emperatriz, lo que desacreditó por completo a los austrohúngaros ante los representantes del Reich.
Carlos I, apoyado por sus más estrechos consejeros, sugirió la celebración de una conferencia que reuniese a representantes de los dos principales miembros de los Imperios Centrales, con el fin de aclarar la posición austrohúngara respecto del Reich; los diplomáticos alemanes se apresuraron a aceptar la propuesta imperial.
El debilitamiento político austrohúngaro redobló las aspiraciones alemanas; en los días previos a la reunión de los dos emperadores, los responsables políticos, económicos y militares del Reich afinaron los proyectos con los que pretendían rematar el proceso de sometimiento del imperio vecino. En los días que siguieron a la petición austriaca de reunirse, al tiempo que se rubricaba la paz con Rumanía, los diplomáticos alemanes prepararon las bases de los acuerdos entre los dos soberanos, preludio a las negociaciones propiamente dichas.

### Polonia bajo control alemán

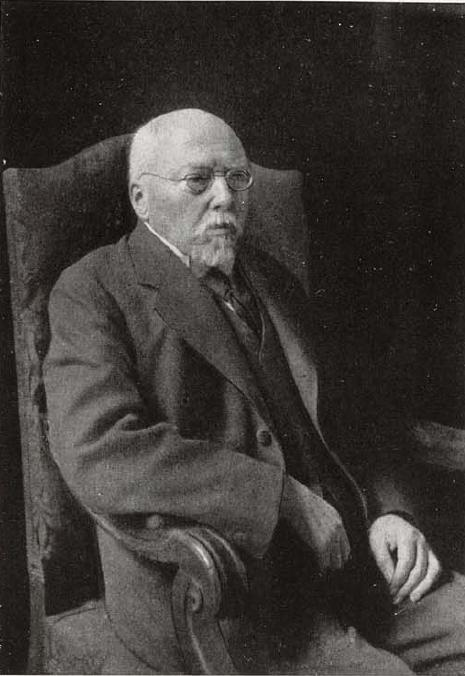
Georg von Hertling, entonces canciller del Reich, se mostró partidario del mantenimiento de una cierta influencia austrohúngara en Polonia.

La entrega definitiva de Polonia constituyó el primer obstáculo al acuerdo entre ambas potencias. Los negociadores alemanes trataron de poner fin al desacuerdo sobre los territorios polacos mediante una solución que fuese favorable al Reich; no obstante, tras arduas negociaciones, Esteban Burián, el ministro austrohúngaro de Asuntos Exteriores, hizo depender la validez de los tratados firmados entre los dos imperios de que se tomasen en cuenta los intereses austrohúngaros en la solución de la disputa por Polonia.
Pese a ello, parecía que finalmente el reino de Polonia quedaría dominado por el Reich. Sin embargo, la naturaleza de este control dividió a los mandatarios alemanes: el canciller, Georg von Hertling, creía conveniente mantener cierta influencia austrohúngara en Polonia, mientras que los militares y ciertos diplomáticos deseaban eliminar definitivamente el ascendiente austrohúngaro de la región. Fue precisamente la cuestión de si convenía satisfacer las aspiraciones austrohúngaras en principio en lo que discrepaban entre sí los negociadores alemanes: el secretario de Estado de Economía deseaba arrumbar totalmente el influjo austrohúngaro en Polonia, mientras que el canciller propugnaba la «solución de la candidatura».
Ante las discrepancias entre los negociadores alemanes, estos decidieron condicionar el acuerdo entre los dos imperios a que se estipulase el reparto de Polonia.

### Unión económica, política y militar germano-austrohúngara
Los representantes alemanes deseaban verificar la unión política y económica entre los dos imperios, si bien no se ponían de acuerdo sobre su naturaleza.
Se firmó, en todo caso, una liga militar ofensiva y defensiva, válida durante doce a partir del fin de la guerra mundial.
Pese a las objeciones austrohúngaras, el acuerdo austro-alemán hizo hincapié asimismo en la necesidad de reforzar la unión económica entre los dos imperios.

## Sometimiento de Austria-Hungría
La conferencia concluyó con un tratado de alianza que permitía la integración en el Reich del imperio vecino y facilitaba la absorción; se tomó como modelo los tratados que sirvieron para integrar Baviera en el Reich en tiempos de Bismark. La oficialización y alargamiento de la liga con Berlín hizo dudar a algunos políticos austrohúngaros de la posibilidad de conservar la independencia, tanto si el Imperio alemán y sus aliados salían vencedores de la guerra mundial como si la perdían.

### La hegemonía alemana
Las conclusiones de la conferencia no se hicieron públicas. Sin embargo, el acuerdo impuesto por el Reich se materializó en la política austrohúngara, de forma que quedó desvelado indirectamente a la población de Cisleitania.
Las declaraciones de los principales responsables políticos austrohúngaros fueron una serie ininterrumpida de manifestaciones favorables al reforzamiento de la liga con Alemania hasta septiembre de 1918. Así, por ejemplo, desde finales de mayo, el emperador de Austria recordó en diversas ocasiones el papel crucial del imperio vecino en la supervivencia del propio, al tiempo que exaltaba la hermandad de las armas alemanas y austrohúngaras.
Asimismo, los contenciosos lingüísticos entre alemanes y checos en Bohemia se resolvieron prontamente en favor de los primeros: conforme a las reivindicaciones expuestas por sus representantes en el Reichsrat, la región se dividió en círculos checos y alemanes, lo que suscitó no solo el disgusto de los diputados checos, sino también la desaprobación del conjunto de los delegados eslavos del imperio.
La conferencia cambió la naturaleza de la guerra para el imperio; como indicó un diplomático alemán, este se encontraba en un brete del que no podía salir por sí sola: «Austria sobrevivirá en caso de victoria alemana. Si Alemania es derrotada, será su fin: Finis Austriae».

### Una alianza política y militar
Al término de la conferencia, el imperio quedó ligado al alemán estrechamente mediante una alianza de veinte años. Esta liga transformó en la práctica al imperio en vasallo del Reich y constituyó la conclusión de la política alemana hacia Austria-Hungría.
La alianza tuvo importantes consecuencias políticas. La diplomacia austrohúngara quedó dominada por los diplomáticos del Imperio alemán y el emperador perdió toda iniciativa en este terreno, que quedó en manos de los mandatarios alemanes.
El acuerdo incluyó igualmente una convención militar que también asociaba el imperio a su vecino. Constituía, pese a su nombre oficial de waffenbund o «unión de armas», la plasmación del sometimiento militar austrohúngaro a Alemania y la sanción de la participación de los ejércitos alemanes en las campañas victoriosas conjuntas de los años anteriores. Esta sujeción se materializó igualmente en el plan de enviar al frente occidental un contingente austrohúngaro de veinte mil soldados y varias baterías de campaña. Para permitir una rápida integración en el frente, se pusieron en marcha procedimientos que pretendían acercar progresivamente los reglamentos militares austrohúngaros a los del ejército alemán desplegado en este frente.

### Implantación de la unión aduanera
Junto a la alianza política y militar, el acuerdo ratificado en Spa por los dos emperadores incluía también un aspecto económico destacable, en el que sobresalía en especial el pacto de unión aduanera entre los dos Estados. Esta parte del acuerdo, sin embargo, quedó en nada por las diferencias entre los dos países: los negociadores alemanes deseaban implantar una unión aduanera más o menos completa, mientras que loa austrohúngaros preferían la formación progresiva de un «espacio económico unitario».
El acuerdo entre las dos monarquías, aunque plasmó las discrepancias entre ellas, también incluyó el compromiso de implantar la unión aduanera antes el final del conflicto..

### Las negociaciones de Salzburgo

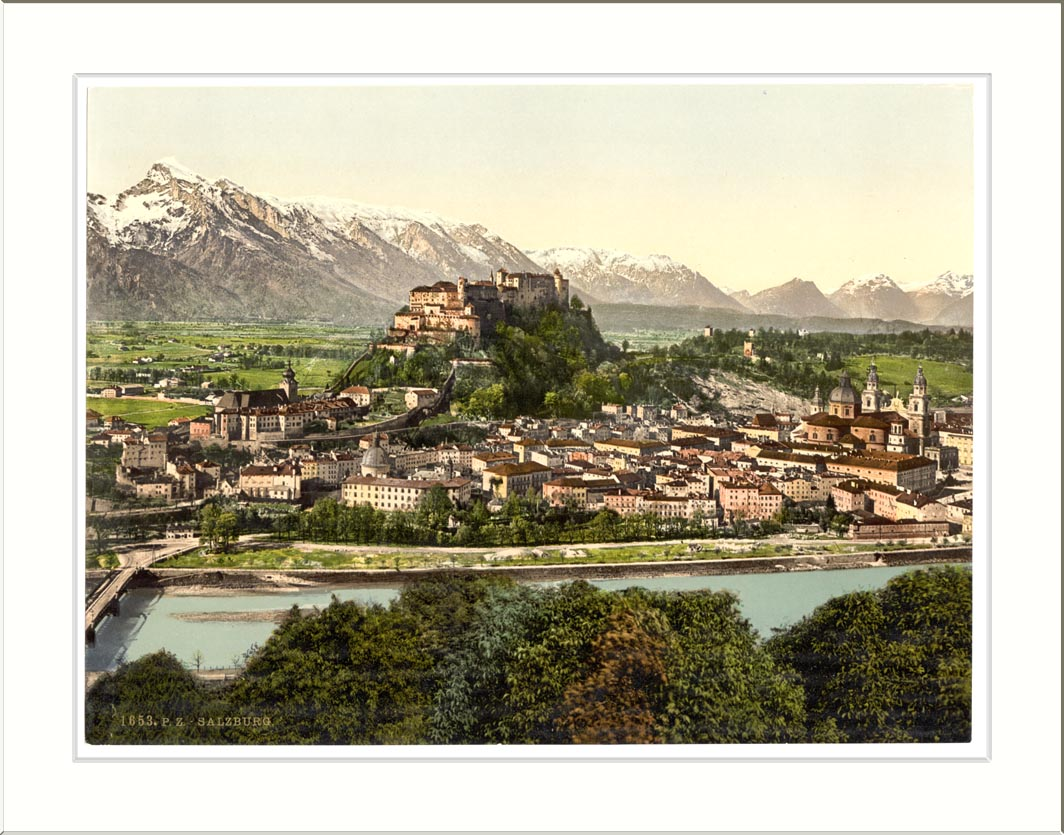
Las negociaciones para concretar en la práctica los acuerdos del 12 de mayo se celebraron en Salzburgo, cerca de la frontera entre los dos imperios.

Una vez concluido el acuerdo de principios entre los dos emperadores, las negociaciones para concretarlo pasaron a los representantes de los dos países; estos debían disponer los detalles del pacto alcanzado por los soberanos y sus estrechos colaboradores. Durante estas conversaciones, los austrohúngaros trataron de anular las ventajas obtenidas hasta entonces por los alemanes.
Estas negociaciones, que comenzaron en Salzburgo el 9 de julio, se suspendieron indefinidamente el 19 de octubre, por decisión unilateral austrohúngara..
Los diplomáticos austrohúngaros consiguieron anular el acuerdo del 12 de mayo. Las discrepancias, tanto entre las delegaciones como en el seno de cada una de ellas, hicieron fracasar las conversaciones bilaterales. Los representantes austrohúngaros redoblaron sus objeciones y lograron limitar la duración de la unión aduanera a cinco años, aunque pudiese luego prorrogarse. Aprovecharon también las cláusulas que condicionaban el acuerdo a la aceptación de la solución austro-polaca, y siguieron la consigna de negociar cláusulas comerciales preferentes  entre los dos imperios, algo que los alemanes deseaban evitar a toda costa. Por consiguiente, la resistencia de los representantes austrohúngaros desbarató las disposiciones económicas de los acuerdos de Spa.
Los diferentes grupos de presión con influencia en la política exterior alemana (industriales, banqueros, militares y ministros) evidenciaron las diferencias entre los objetivos políticos y económicos del Reich; los responsables de los principales bancos del Reich, por ejemplo, hicieron hincapié en la debilidad de la corona austrohúngara frente al marco, lo que suponía una dificultad para la unión aduanera. Además, los principales representantes de las administraciones financieras alemana y prusiana se opusieron a tratar con sus homólogos austrohúngaros, una señal más de los desacuerdos internos entre los alemanes.

### Reacciones aliadas

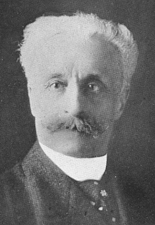
El senador Charles Debierre expresó su consternación por el refuerzo de los vínculos entre el Imperio alemán y el austrohúngaro.

Los Aliados supieron pronto de los resultados de la conferencia. Algunos, en especial los consejeros del presidente Wilson, lamentaron el desenlace, pero sacaron sus conclusiones. Al haber ligado su suerte a la del Reich, el Imperio austrohúngaro, a la sazón en agonía, confirmó su papel de principal socio de Alemania, si bien esta quedaba reforzada en el seno de la cuádruple liga frente a una Austria-Hungría cada vez más débil política, militar y económicamente.
Conscientes de la imposibilidad de intentar apartar a Austria-Hungría de Alemania tras el acuerdo de Spa, los mandatarios aliados abandonaron la defensa de la conservación de la monarquía danubiana, destinada a partir de entonces a realizar concesiones y a entregar territorios.] En efecto, desde aquel momento, los Aliados apoyaron a los movimientos deseosos de desmembrar el imperio, como los consejos nacionales que se estaban formando. El 29 de junio, reconocieron la autoridad del Consejo Nacional Checoslovaco, presidido por Edvard Beneš.
Hasta entonces, los mandatarios aliados habían intentado, mediante negociaciones separadas más o menos directas, romper la alianza que ligaba a ambos imperios, pero los acuerdos de Spa pusieron fin a esta orientación. Desde entonces, el objetivo de los Aliados fue la desmembración del imperio; para ello, fomentaron la formación de comités nacionales, con el fin de socavar tanto al Estado como al ejército austrohúngaros, ya de por sí agotado. En esta línea, Georges Clemenceau solicitó a los parlamentarios franceses que respaldasen a los representantes de las minorías presentes en los países de la Entente; por su parte, Woodrow Wilson anunció el 18 de mayo de 1918 que ya no concedía el menor crédito a las ofertas de paz del imperio. Paralelamente a estas declaraciones de los jefes de Estado o de gobierno, algunos parlamentarios, entre los que destacó el senador francés Charles Debierre, expresaron sus reservas respecto a este acercamiento entre los dos gobiernos imperiales enemigos.